# Gesellschaft für Verbreitung von Volksbildung
Die Gesellschaft für Verbreitung von Volksbildung war ein deutscher Verein zur Förderung der Volksbildung. Er wurde am 14. Juni 1871 gegründet, als liberale Bildungsvereine den Zusammenschluss suchten. Er ging der Bücherhallenbewegung voraus. Man setzte sich unter anderem für Fortbildungsschulen ein.
Namentlich haben an der Gründung der Fabrikant Fritz Kalle aus Wiesbaden, der Lehrer Franz Leibing aus Elberfeld sowie Hermann Schulze-Delitzsch, Abgeordneter der Fortschrittspartei, starken Anteil. Leibing gab die Zeitschrift Der Bildungsverein heraus. Als er 1875 starb, zählte man 545 Körperschaften und 4.118 natürliche Mitglieder.
Von 1891 bis 1933 war Johannes Tews der Geschäftsführer des Vereins. Vorsitzender war zeitweise Heinrich zu Schoenaich-Carolath.